# 灭害威
灭害威（英語：Aminocarb，商品名：Matacil，化学式C11H16N2O2），是一种氨基甲酸酯类的杀虫剂，常温常压下为无色固体。